# Валверде (Алфандега-да-Фе)
Валверде (порт. Valverde) — бывший район (фрегезия) в Португалии, входил в округ Браганса. Являлся составной частью муниципалитета Алфандега-да-Фе. По старому административному делению входил в провинцию Траз-уж-Монтиш и Алту-Дору. Входил в экономико-статистический субрегион Алту-Траз-уш-Монтеш, который входит в Северный регион.
Население составляло 161 человек на 2001 год. Занимал площадь 10,00 км².
При реорганизации 2012-2013 годов был объединён с Эусизией и Говеей.